# Мирчештиј Веки (Вранча)
Мирчештиј Веки (рум. Mirceștii Vechi) насеље је у Румунији у округу Вранча у општини Ванатори. Oпштина се налази на надморској висини од 38 m.

## Становништво
Према подацима из 2002. године у насељу је живело 250 становника, од којих су сви румунске националности.